# Împăratul Go-Murakami
Împăratul Go-Murakami (後村上天皇 Go-Murakami-tennō?) (1328 – 29 martie 1368) a fost al 97-lea împărat al Japoniei, potrivit ordinii de succesiune tradiționale. A domnit din 18 septembrie 1339 până la moartea sa, la 29 martie 1368. Numele său a fost Noriyoshi (義良?). 
Acest suveran din secolul al XIV-lea a fost numit după împăratul Murakami care a domnit în secolul al X-lea plus go- (後), tradus literar cu „mai târziu”. Cuvântul japonez go poate fi de asemenea tradus prin „al doilea”, și în unele surse vechi, acest împărat este identificat drept "Murakami, al doilea" sau "Murakami II".

## Biografie
El a trăit în anii tulburi de conflict între rivalii la Tronul Crizantemei, când Curtea de Nord se lupta cu Curtea de Sud pentru succesiune. Acești ani sunt cunoscuți ca perioada Nanboku-chō. Când împăratul Go-Daigo a început restaurarea Kemmu, tânărul prinț a plecat în 1333 împreună cu Kitabatake Akiie la Tagajō în provincia Mutsu (astăzi prefectura Miyagi) pentru a le aminti samurailor din est de loialitatea lor și pentru a distruge rămășițele clanului Hōjō.
În 1335, pentru că Ashikaga Takaugi a ridicat o rebeliune, împăratul s-a întors în vest, împreună cu Kitabatake Chikafusa, tatăl lui Akiie, pentru a-l învinge pe Takaugi. Când Takaugi l-a învins la Kyōto în 1336, ei s-au întors din nou în provincia Mutsu. În 1337 s-au întors din nou în vest pentru că Tagajō a fost atacat, revenind la Yoshino în timp ce se dădeau în mod constant lupte.